# Blayne Weaver
Blayne Nutron Weaver (* 9. April 1976 in Bossier City, Louisiana, Vereinigte Staaten) ist ein US-amerikanischer Schauspieler, Drehbuchautor, Filmregisseur und -produzent.

## Leben
Blayne Weaver begann seine Schauspielkarriere in der Highschool mit dem Film Tödliche Fluten – Rettet Unsere Kinder (1993), ein NBC-Film der Woche. Sein erster großer Fernsehfilm war Einmal Cowboy, immer ein Cowboy (1995) mit Tommy Lee Jones. Seitdem hat er Gastauftritte in Serien wie Emergency Room – Die Notaufnahme, JAG – Im Auftrag der Ehre, Chicago Hope – Endstation Hoffnung, Navy CIS und er hatte die Stimme von Peter Pan im Disney Animationsfilm Neue Abenteuer in Nimmerland. Er schrieb und schauspielte in dem Spielfilm Manic (2001), der auf dem Sundance Film Festival uraufgeführt wurde. Im Jahr 2004 gründete er Secret Identity Productions mit seinem Jugendfreund Brandon Barrera. Ihr erster Film, Losing Lois Lane (2004), ein Kurzfilm über eine depressive Superman, wurde unter der Regie Weavers gedreht. Secret Identity produzierte dann Outside Sales (2006), seine erste Funktion, in dem Weaver das Drehbuch schrieb und Regie führte. Er schrieb und führte weiter Regie im Film Weather Girl (2009). Weiter führte er Regie und schauspielte in 6 Month Rule (2011). Danach erschien der Thriller Favor (2013).

## Filmografie

### Schauspieler
- 1993: Tödliche Fluten – Rettet Unsere Kinder (The Flood: Who Will Save Our Children?, Fernsehfilm)
- 1995: Einmal Cowboy, immer ein Cowboy (The Good Old Boys, Fernsehfilm)
- 2001: Manic
- 2002: Neue Abenteuer in Nimmerland (Return to Never Land, Stimme von Peter Pan)
- 2008: Uncross the Stars
- 2009: Weather Girl
- 2011: 6 Month Rule
- 2011: Love, Gloria
- 2013: Favor
- 2013: Deep Dark Canyon

### Drehbuchautor
- 2001: Manic
- 2004: Losing Lois Lane (Kurzfilm)
- 2006: Outside Sales
- 2009: Weather Girl
- 2011: Honey 2 – Lass keinen Move aus (Honey 2)
- 2011: 6 Month Rule
- 2014: Broken (Kurzfilm)

### Regisseur
- 2004: Losing Lois Lane (Kurzfilm)
- 2006: Outside Sales
- 2009: Weather Girl
- 2011: 6 Month Rule
- 2019: Die Tochter des Weihnachtsmanns

### Produzent
- 2004: Losing Lois Lane (Kurzfilm)
- 2006: Outside Sales

## Auszeichnungen
- 2009: Festival Award in der Kategorie Best Film für Weather Girl
- 2012: Jury Award in der Kategorie  Best Feature für 6 Month Rule[1]